# وصفنارد
وَصفِنارد (وسفنارد هم نوشته شده) یکی از محله‌های جنوب شهر تهران واقع در منطقه ۱۷ شهر تهران است. این محله در گذشته روستایی نزدیک شهر تهران بود که با گسترش پایتخت جزو آن شده است.
۱۲۴۵۷۷۷۷۸۸۸۸

## محدوده
وصفنارد فعلی، به عنوان یک محله از شهر تهران، از سمت جنوب به راه‌آهن تهران-اهواز و از سوی باختر به جاده ساوه (بزرگراه آیت‌الله سعیدی) محدود می‌شود. اما در گذشته محدوده این روستا بسیار بزرگتر بود، مثلاً امامزاده‌ای در باختر بزرگراه آیت‌الله سعیدی بنیزناز زمینهای آن به حساب می‌آمد که قبره بسیاری از درگذشتگان این روستا است. در سمت خاور وصفنارد محله زهتابی و فرودگاه نظامی قلعه‌مرغی و در سمت باختر آن محله‌ای به نام شهرک ولی عصر قرار گرفته‌است.

## پیشینه
وصفنارد در قدیم (باغ انار) روستای کوچکی در حاشیه تهران و از «بلوک غار ری» بود ولی امروزه جزئی از تهران بزرگ است. 

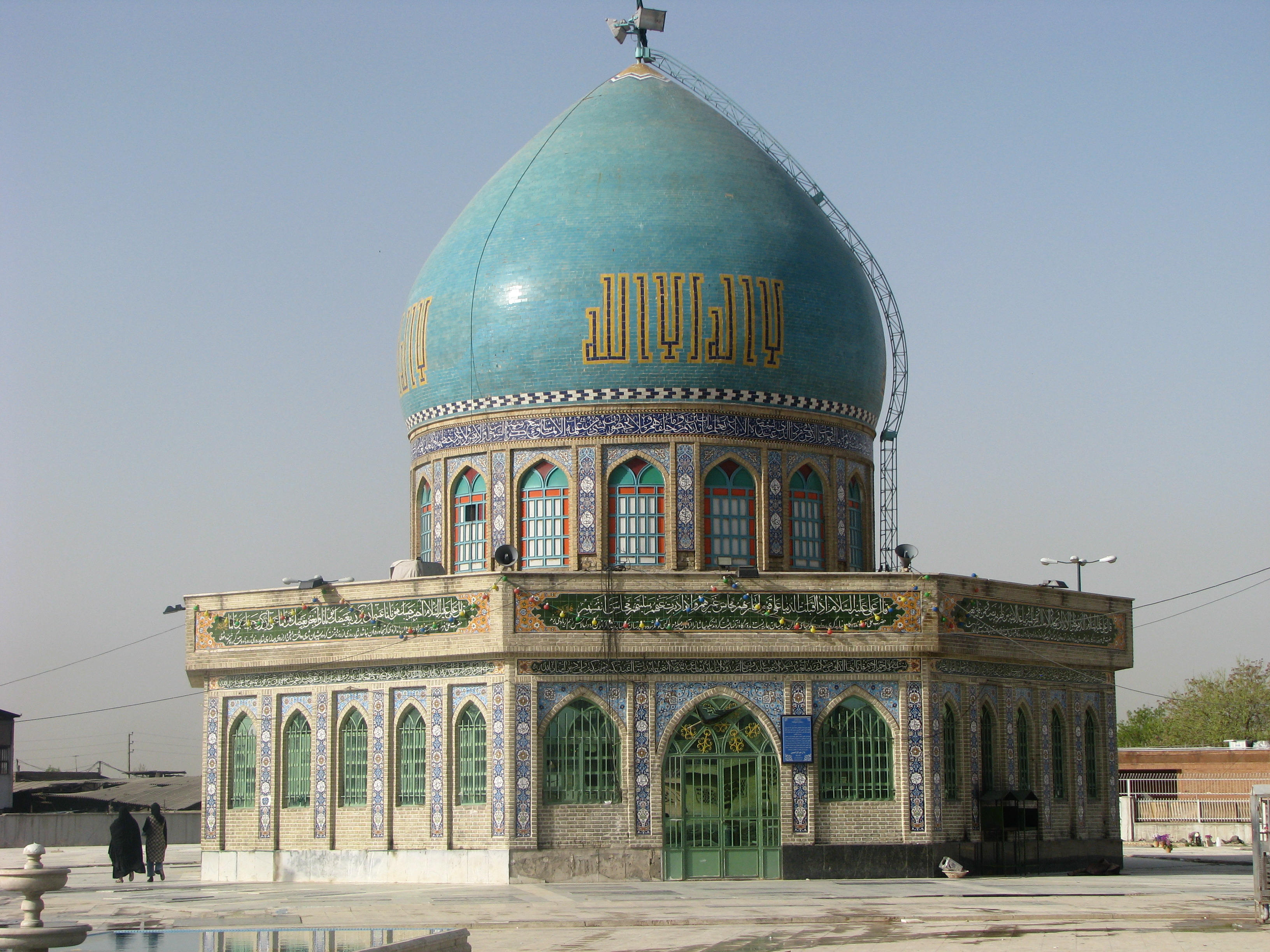
امامزاده زید وصفنارد

نخستین وزیر محمدشاه قاجار، حاج میرزا آقاسی، کانالی به طول ۴۲ کیلومتر برای گذراندن بخشی از آب‌های رودخانه کرج به سوی وصفنارد، یافت‌آباد و سپس تهران احداث کرد. مسجد اعظم وصفنارد از زمان روستا بودن این محله اهمیت و رونق داشته‌است.
از خاندانهای قدیمی محله می‌توان از عزیزی‌ها نام برد که از خانواده‌های اولیه ساکن در محله وصفنارد هستند و خاندان سیدعباسی که یک خانواده‌ی قدیمی و سید در این محله هستند. همچنین خاندان عباسقلی که حمام قدیم وصفنارد و زمین مسجد اعظم آن از وقفیات اوست و تا سال ۱۳۸۷ هم توسط حاج علی‌اکبر عباسقلی اداره می‌شد. ساختمان حمام که تغییر کاربری یافته، هنوز هم باقی است. دیگر بنیانگذار مسجد اعظم وصفنارد محمد حاج‌رئیس بود. از جمله هیئت امنای مسجد می‌توان خاندان ارباب حسین عزیزی و پسر ارشد او حاج اسمعیل عزیزی، حاج علی اصغر عبدالوهاب، حاج قربانعلی پوررمضان، حاج حیدرعلی خان و حاج تقی رضائی را نام برد. در وصفنارد تعداد نفرات کمی از خاندان های قدیمی اهل این محله زندگی می‌کنند.
مردم وصفنارد دارای خویشاوندی‌های فامیلی زیادی با قراء اطراف هستند مانند خاندان امراله، پوربخت و پوررمضان اسماعیل‌آباد،  زندیه یافت‌آباد، غیاثی قلیانی و چهاردانگه.
امامزاده زید در این محله واقع است و زمین آن توسط احمدعلی فروزان فرزند ملا علیمحمد بختیاری در زمان مظفرالدین شاه وقف شده است. اموات محله در گورستان این امامزاده دفن می‌شوند.
از دیگر بناهای محله، یخچال آن بود که گفته می‌شود اکبر مشتی ملایری، بستنی‌ساز معروف تهران قدیم، یخ مصرفی‌اش را بیشتر از یخچال گورنگ وصفنارد (پل امامزاده معصوم) تهیه می‌کرد.

## اماکن مهم
- معاونت امور اجتماعی و فرهنگی شهرداری منطقه ۱۷
- امامزاده زید
- فرهنگسرای بهاران
- پارک بهاران
- شهربازی رنگین‌کمان
- مسجد اعظم وصفنارد
- مسجد سیدالشهدای وصفنارد